# Veselivka, Krasîliv
Veselivka (în ucraineană Веселівка) este localitatea de reședință a comunei Veselivka din raionul Krasîliv, regiunea Hmelnîțkîi, Ucraina.
Localitatea face parte din regiunea istorică Volânia, iar după tratatul de pace de la Riga din 1921 a devenit parte a Uniunii Sovietice.

## Demografie
Componența lingvistică a localității Veselivka
     Ucraineană (99,17%)
     Alte limbi (0,83%)
Conform recensământului din 2001, majoritatea populației localității Veselivka era vorbitoare de ucraineană (99,17%), existând în minoritate și vorbitori de alte limbi.